# Płoń (jezioro)
Płoń (niem. Plönesee) – jezioro morenowe na Równinie Pyrzyckiej, położone w województwie zachodniopomorskim, w powiecie pyrzyckim, w gminie Przelewice. 
Jezioro jest połączone z jeziorem Miedwie, rzeką Płonią i Kanałem Płońskim. Ma wydłużony kształt w kierunku północno-zachodnim. Linia brzegowa jest słabo rozwinięta, brzegi są niskie, torfiaste. Leży 10 km wschód od Pyrzyc. Nad północnym skrajem jeziora leży Żuków. W pobliżu jeziora znajdują się wsie: Karsko, Oćwieka, Kluki, Przelewice, Żuków. 
W 2009 r. przeprowadzono badania jakości wód Płoni w ramach monitoringu diagnostyczno-operacyjnego. W ich wyniku oceniono stan ekologiczny na słaby (IV klasy), a stan chemiczny na dobry. W ogólnej dwustopniowej ocenie stwierdzono zły stan wód Płoni.
Nazwę Płoń wprowadzono urzędowo w 1949 roku, zastępując poprzednią niemiecką nazwę jeziora – Plönesee.